# Alemnat Walle
Alemnat Walle (* 29. Januar 2006) ist eine äthiopische Leichtathletin, die sich auf den Hindernislauf spezialisiert hat. 2024 wurde sie in Douala Vizeafrikameisterin über 3000 m Hindernis.

## Sportliche Laufbahn
Erste internationale Erfahrungen sammelte Alemnat Walle im Jahr 2023, als sie bei den U18-Afrikameisterschaften in Ndola in 6:14,29 min die Goldmedaille über 2000 m Hindernis gewann. Im Jahr darauf gewann sie bei den Afrikameisterschaften in Douala in 9:35,19 min die Silbermedaille über 3000 m Hindernis hinter der Uganderin Loice Chekwemoi.

## Persönliche Bestzeiten
- 5000 Meter: 15:28,81 min, 23. Mai 2024 in Asti
- 2000 m Hindernis: 6:14,29 min, 2. Mai 2023 in Ndola
- 3000 m Hindernis: 9:35,19 min, 26. Juni 2024 in Douala